# 格倫伯尼 (馬里蘭州)
格倫伯尼（英語：Glen Burnie）是位於美國馬里蘭州安妮阿倫德爾縣的一個普查規定居民點。

## 人口
根據2020年美國人口普查的數據，格倫伯尼的面積為46.87平方千米，當中陸地面積為44.84平方千米，而水域面積為1.83平方千米。當地共有人口72891人，而人口密度為每平方千米1,555.17人。